# Mikroregion Pires do Rio
Die Mikroregion Pires do Rio ist eine durch das IBGE (Instituto Brasileiro de Geografia e Estatística) für statistische Zwecke festgelegte Region im brasilianischen Bundesstaates Goiás. Sie gehört zur Mesoregion Süd-Goiás und umfasst zehn Gemeinden.

## Geographische Lage
Die Mikroregion Pires do Rio grenzt an die Mikroregionen (Mesoregionen):
- Im Nordosten an Mikroregion Entorno de Brasília   (Ost-Goiás)
- Im Südosten an Catalão (Süd-Goiás)
- Im Südwesten an Meia Ponte (Süd-Goiás)
- Im Nordwesten an Goiânia und Anápolis (Zentral-Goiás)

## Gemeinden in der Mikroregion Pires do Rio
| Gemeinde                   | Lage                                | Fläche (km²) | Einwohner 2010 | BIP in 2003 (R$ 1.000,00) |
| -------------------------- | ----------------------------------- | ------------ | -------------- | ------------------------- |
| Cristianópolis             | Lage von Cristianópolis (Goiás)     | 225,357      | 2.933          |                           |
| Gameleira de Goiás         | Lage von Gameleira de Goiás         | 595,316      | 3.275          |                           |
| Orizona                    | Lage von Orizona                    | 1.972,865    | 14.292         |                           |
| Palmelo                    | Lage von Palmelo                    | 58,997       | 2.339          |                           |
| Pires do Rio               | Lage von Pires do Rio(Goiás)        | 1.073,369    | 28.691         |                           |
| Santa Cruz de Goiás        | Lage von Santa Cruz de Goiás        | 1.108,920    | 3.142          |                           |
| São Miguel do Passa Quatro | Lage von São Miguel do Passa Quatro | 537,781      | 3.761          |                           |
| Silvânia                   | Lage von Silvânia                   | 2.264,769    | 19.096         |                           |
| Urutaí                     | Lage von Urutaí                     | 626,717      | 3.058          |                           |
| Vianópolis                 | Lage von Vianópolis                 | 954,279      | 12.549         |                           |
| Total:                     |                                     | 09.418,370   | 93.136         |                           |